# Jatinegara
Jatinegara (ehemals Meester Cornelis) ist ein dichtbevölkerter Distrikt in Jakarta Timur (Ost-Jakarta).
Im Gebiet, kleiner als elf Quadratkilometer, leben mehr als 260.000 Einwohner. Der Stadtteil beherbergt einen Markt für lokale Produkte. Es besteht ein Halbedelsteinmarkt, diverse Moscheen, Buddhistische Tempel, Hinduistische Tempel, Kirchen, Bürokomplexe und Wohngebiete, wie Utan Kayu, Kampung Melayu, Kampung Melayuen, Rawamangun sowie ein Bahnhof mit Verbindung ins Zentrum von Jakarta.
Es ist ein armer Slum mit einer Bevölkerungsdichte bis zu 36.000 Einwohner pro Quadratkilometer. Es gibt Wasserleitungsanschlüsse, aber keine Kanalisation. Häufig kommt es zu Typhus- und Paratyphusausbrüchen.

## Geschichte
Jatinegara ist seit 1935 ein Stadtteil von  Batavia, heute Jakarta. Zuvor war es eine selbständige Vorstadt mit dem Namen Meester Cornelis. Durch den Souveränitätsvertrag mit der Republik Indonesien vom 27. Dezember 1949 wurde der Name Batavia in Jakarta geändert. Auch andere europäische Namen wurden geändert. So wurde aus Meester Cornelis Jatinegara, was Land des Teak-Holzes bedeutet. Die alteingesessene Bevölkerung bezeichnet den Ort jedoch weiterhin als Mester, nach dem portugiesischen Namen von Meester Cornelis van Senen, ehemals Namensgeber des Gebietes. Alternative Schreibweisen sind Djati Negara und Batinegara. Am Busbahnhof der Kelurahan Kampung Melayu kam es am 25. Mai 2017 zu zwei Explosionen. Insgesamt starben drei Polizisten. Mindestens 10 weitere Menschen wurden verletzt.

## Untergliederung
Der Stadtteil Jatinegara ist unterteilt in 8 Kelurahan:
1. Bali Mester, postcode 13310
2. Kampung Melayu, postcode 13320
3. Bidaracina, postcode 13330
4. Cipinang Cempedak, postcode 13340
5. Rawa Bunga, postcode 13350
6. Cipinang Besar Utara, postcode 13410
7. Cipinang Besar Selatan, postcode 13410
8. Cipinang Muara, postcode 13420

## Sehenswürdigkeiten
1. Gereja Koinonia, (Kirche, gebaut 1911–1916, früher besser bekannt als Bethelkirche)
2. Pasar Mester, (Lokaler Markt)
3. Cipinang Besar Cemetery (Chinesischer Friedhof)
4. Kampung Melayu (Busbahnhof)
5. Bahnhof Jatinegara

## Söhne und Töchter
- Wim Nota (1919), niederländischer Athlet